# Adriaen Gerritsz. de Vrije
Adriaen Gerritsz. de Vrije (- Gouda, 25 maart 1643) was een Noord-Nederlandse glazenier.

## Biografische aantekeningen
De Vrije was getrouwd met Claertgen Wouters een dochter van de Goudse glazenier Wouter Crabeth. De Vrije leerde het glasschilderen van zijn schoonvader. Evenals zijn schoonvader maakte ook hij glazen voor de Goudse Sint-Janskerk. In opdracht van de hoogheemraden van Rijnland maakte hij in 1596 een glas volgens zijn eigen ontwerp. Dit glas was het eerste gebrandschilderde glas dat na de reformatie in de kerk werd geplaatst. In opdracht van de Staten van Holland maakte hij eveneens in 1596 het  zogenaamde Statenglas, getiteld "De vrijheid van consciëntie" naar een ontwerp van de Utrechtse schilder Joachim Wtewael. In opdracht van de steden in het Noorderkwartier maakte hij een glas met als onderwerp "Koning David en de Christelijke Ridder". Ook maakte hij een glas met het wapen van Gouda.
De Vrije overleed volgens de stadshistoricus Ignatius Walvis "blind in sijn ouderdom geworden, in 't jaar 1643".
In Gouda werd in 1924 een straat naar hem genoemd.

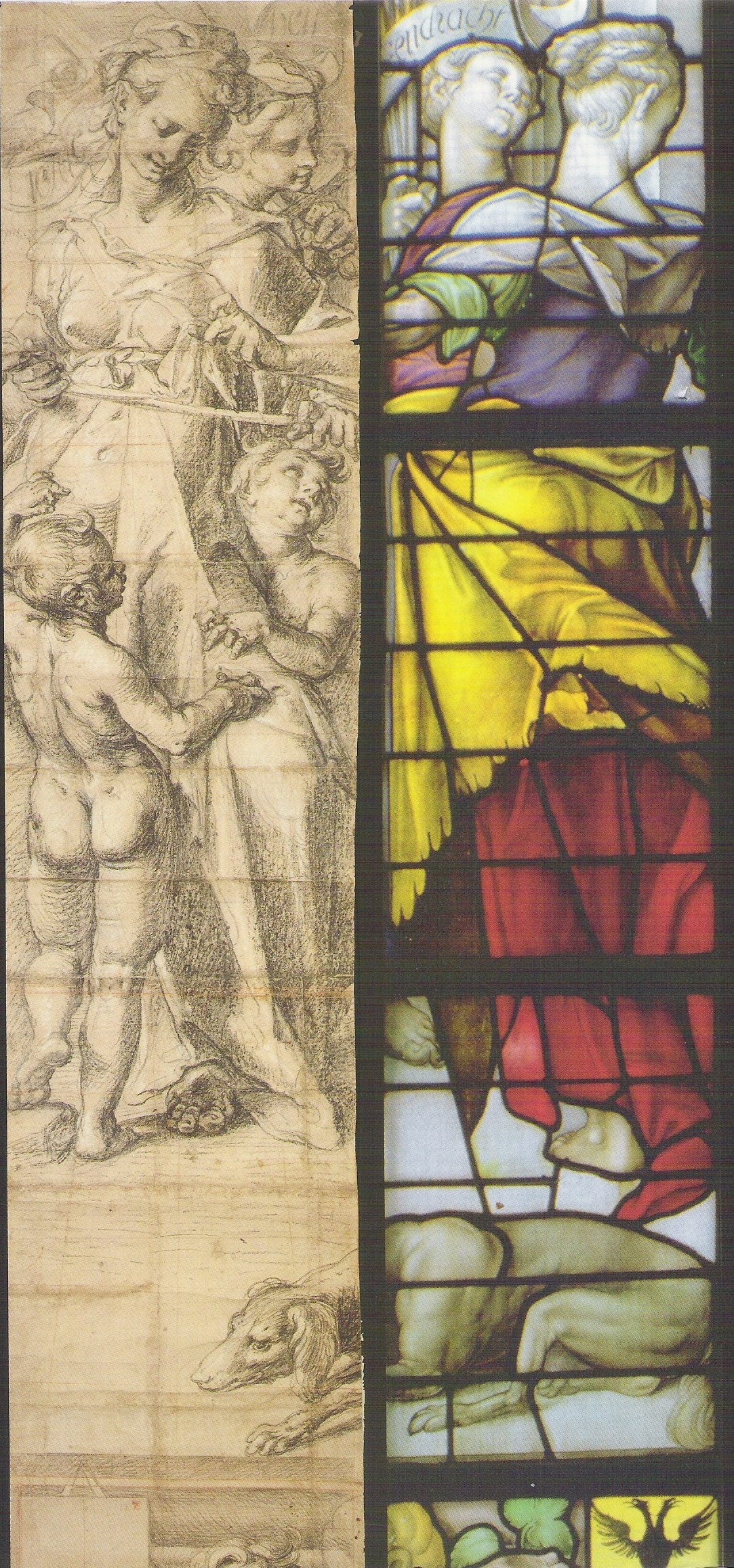
Links het ontwerp van Joachim van Wtewael en rechts de uitwerking door Adriaan Gerritsz de Vrije (detail van De vrijheid van consciëntie)

- Biografisch Portaal: 03789246
- RKD-Nederlands Instituut voor Kunstgeschiedenis: 82185
- Union List of Artist Names: 500072965
- Virtual International Authority File: 96193658